# Mr. Bloe
Mr. Bloe war ein britisches Musikprojekt aus den frühen 1970er Jahren.

## Vorgeschichte
1969 nahm der Sänger Tony Orlando, der in den frühen 60ern schon einige Hits gehabt hatte und später mit Dawn berühmt wurde, mit dem Studioprojekt Wind den Titel Make Believe auf. Bandmitglied und Songwriter Kenny Laguna schrieb dazu zusammen mit Bo Gentry und Paul Naumann für die B-Seite den Instrumentaltitel Groovin’ with Mr. Bloe. Make Believe erreichte Platz 28 in den US-Charts.

## Mr. Bloe
Die Single gelangte auch nach England, wo allerdings die B-Seite auf größeres Interesse stieß. Pianist Zack Laurence (* 1945) nahm den Titel mit Studiomusikern neu auf und nannte das Projekt Mr. Bloe. Den wichtigsten Part dabei hatte der Mundharmonikaspieler Harry Pitch (1925–2015), der schon bei den Plattenaufnahmen von Popstars wie Frank Ifield, Cliff Richard und Val Doonican mitgewirkt hatte. Das Stück wurde zu einem Überraschungserfolg und erreichte Platz 2 der Charts in Großbritannien. Allein der Superhit In the Summertime von Mungo Jerry verhinderte den Sprung ganz an die Spitze. Auch in anderen Ländern war das Instrumental sehr erfolgreich, in Deutschland erreichte es Platz 7, in der Schweiz Platz 4.
Danach nahmen Mr. Bloe noch weitere Titel wie z. B. Curried Soul auf, aber trotz der Unterstützung von Elton John als Liedschreiber (71-75 New Oxford) kamen weder weitere Singles noch das Album Groovin’ with Mr. Bloe in die Charts. Front-Cover und Design des Albums stammten von Alan Aldridge. Mitte der 70er stellte Laurence das Projekt wieder ein.
Laurence ist auch bekannt als Bandleader und nahm mit seiner Big Band weitere Platten auf. Harry Pitch spielte unter anderem einige sehr erfolgreiche TV-Melodien ein und war auch als Jazz-Musiker sehr bekannt.

## Nachtrag
Nach dem Erfolg von Groovin’ with Mr. Bloe in Großbritannien wurde das Original von Wind in den USA als A-Seite veröffentlicht und erreichte nochmals Platz 89 der US-Charts. Der Bandname wurde dafür in Cool Heat geändert.

## Diskografie

### Album
- 1970: Groovin’ with Mr. Bloe (CD-Veröffentlichung 1997)

### Singles
- 1970: Groovin’ with Mr. Bloe / Sinful
- 1970: Curried Soul / Mighty Mouse
- 1970: Land of a Thousand Dances / Sugar Sugar
- 1971: Ja-Da / Doo-Di-Dog-Dah
- 1971: 71–75 New Oxford / Get Out of this Town
- 1976: Anyway You Want It / One More Time